# Dajaj
Dajaj (tiếng Ả Rập: الدجاج) là một ngôi làng Syria nằm ở Al-Tamanah Nahiyah ở huyện Maarrat al-Nu'man, Idlib. Theo Cục Thống kê Trung ương Syria (CBS), Dajaj có dân số 483 trong cuộc điều tra dân số năm 2004.